# 8G型电力机车
8G型电力机车，是中华人民共和国铁道部在1980年代根据中苏贸易协定、按照易货贸易形式从苏联引进的电力机车车型，共计100台，由诺沃切尔卡斯克电力机车厂于1987年至1990年间生产，原型为苏联的VL80S型电力机车，全部配属太原铁路局使用。

## 发展历史

### 背景
中国和苏联之间关系经历了曲折的发展历程，在1950年代中苏关系处于友好合作时期，苏联曾经向中国提供VL60型电力机车的设计资料和生产技术，令中国于1958年成功试制了第一代国产干线电力机车——6Y1型。从1960年代开始，中苏关系逐步恶化；1970年代两国关系基本处于僵冷、对峙的局面。踏入1980年代，中苏关系实现正常化，中苏经贸关系也开始恢复，并于1982年展开贸易蹉商。1985年7月，时任中国国务院副总理姚依林访问苏联，期间双方签订了《1986～1990年长期贸易协定》和《关于苏联在中国建设和改造工业项目的经济、技术合作协议》，其中《中苏长期贸易协定》是中苏两国经济贸易关系发展史上第一个长期贸易协定。根据此项协定，双方签订了每年换货和付款的议定书，双方贸易额在苏联第十二个五年计划期间要增长到120亿卢布，其中包括苏联将向中国出口电力机车、铁路货车、汽车、飞机、动力设备等商品，而中国则向苏联出口食品、轻工业产品予以交换。

### 引进
1985年8月，中国铁路机车车辆工业总公司（中华人民共和国铁道部工业总局）派出技术条件谈判代表团赴苏联，与全苏动力机械进出口公司（Энергомашэкспорт）、诺沃切尔卡斯克电力机车厂（НЭВЗ）及全苏电力机车研究与设计院（ВЭлНИИ）就电力机车的技术条件进行初步协商。至1986年5月，双方确定了机车技术条件，并正式签订了100台8G型电力机车的生产合同；合同规定苏联于1987年底开始交付第一台机车，至1990年底交付完毕。在8G型机车型号中，“8”代表八轴，而“G”代表硅半导体整流。
8G型电力机车是继8K型、6K型机车之后，中国在1980年代从国外引进的第三种电力机车；根据中国要求，三种机车均采用Bo二轴转向架为基础、单轴功率800千瓦、最高速度100公里/小时、以发挥牵引力为主的交—直流电传动电力机车。由于8G型机车是根据中苏贸易协定按照换货贸易形式引进，在技术条件方面中方并没有太多选择；且鉴于苏联当时的电力机车技术水平，8G型机车并不包含技术引进内容，主要要求是耐用、可靠，以满足当时中国铁路货运的实际需要，其次是和其余两种车型作比较。
因此，与经过国际招标、按照“技贸结合”形式引进的8K、6K型机车相比，8G型机车的技术水平相对落后，是以苏联于1979年开始批量生产、质量稳定的VL80S（ВЛ80С）型电力机车为原型，根据中国的实际使用要求进行改进，很大程度上仍保留了苏联电力机车的传统技术，例如调压电路仍然采用低压侧调压开关、有级调压、过渡电抗器级位转换等，与中国早期的韶山1型电力机车类似，技术水平仍然停留在1970年代；但8G型机车的牵引特性仍然比早期的韶山4型电力机车好，且机车按中国要求采用质量更好的机、电部件，其可靠程度相对较高。

### 运用
8G型电力机车于1988年至1991年间分批运抵中国，全部100台机车均配属当时的北京铁路局太原北电力机务段（京局原段），经过牵引试验后，根据机车性能和运输任务需要，确定在石太铁路投入60台，在北同蒲铁路投入40台，担当牵引“晋煤外运”重载煤炭列车的牵引任务，在此后近二十年间成为石太、北同蒲铁路的主力。2003年，20台8G型机车由太原北机务段转配石家庄电力机务段（京局石段）运用；但由于石家庄电力机务段缺乏8G型机车的使用和维护经验，至2005年初这批机车又恢复配属太原北机务段，但001、004号机车在配属石家庄机务段运用期间报废。2005年3月，北京铁路局下辖的太原铁路分局与大同铁路分局合并成立新的太原铁路局，所有8G型机车仍然配属太原北机务段。2009年8月，太原铁路局进行站段布局调整，撤销了太原北机务段，将太原北机务段建制划归太原机务段管理，所有8G型机车改配属为太原机务段（太局太段）。

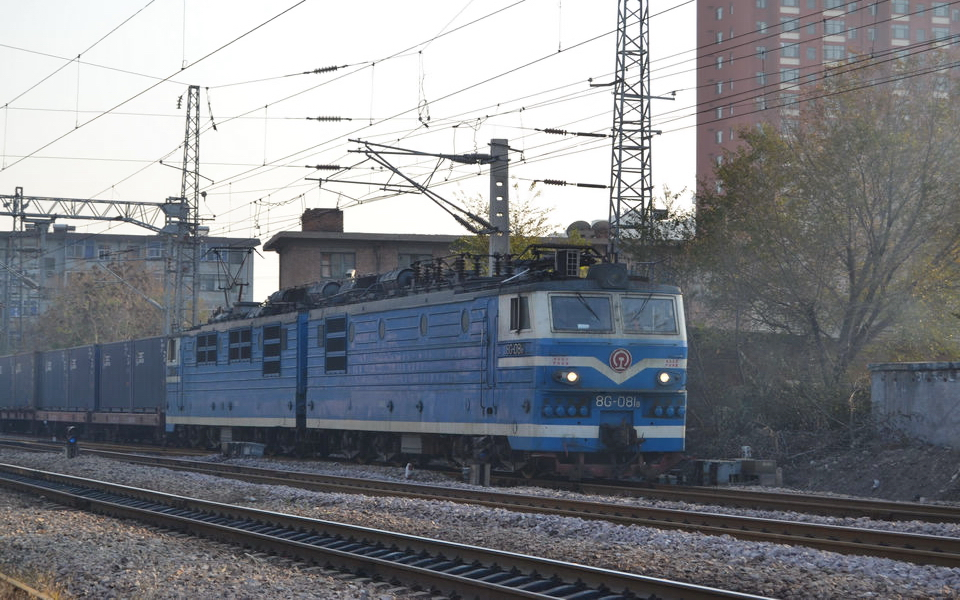
8G型081号机车

2011年初；太中银铁路开通运营，太原机务段投入35台8G型机车担当直通货物列车的牵引任务，由于太中银铁路采用GSM-R网络终端通信系统，运用于该线的8G型机车均加装了列车综合无线调度通信设备（CIR）；同时，南同蒲铁路榆次至侯马北间完成了电气化改造，35台8G型电力机车转配侯马北机务段，担当侯马北至太原北间31对货运列车交路。目前8G型机车主要运用于同蒲铁路、石太铁路、太中银铁路，以及太岚铁路、西山铁路等煤运支线。由于中国的机车大修工厂大多不具备对国外进口机车检修的条件，因此8G型机车的大修均由太原（北）机务段负责。
2015年5月，剩余的68台8G型机车下线封存。

## 技术特点

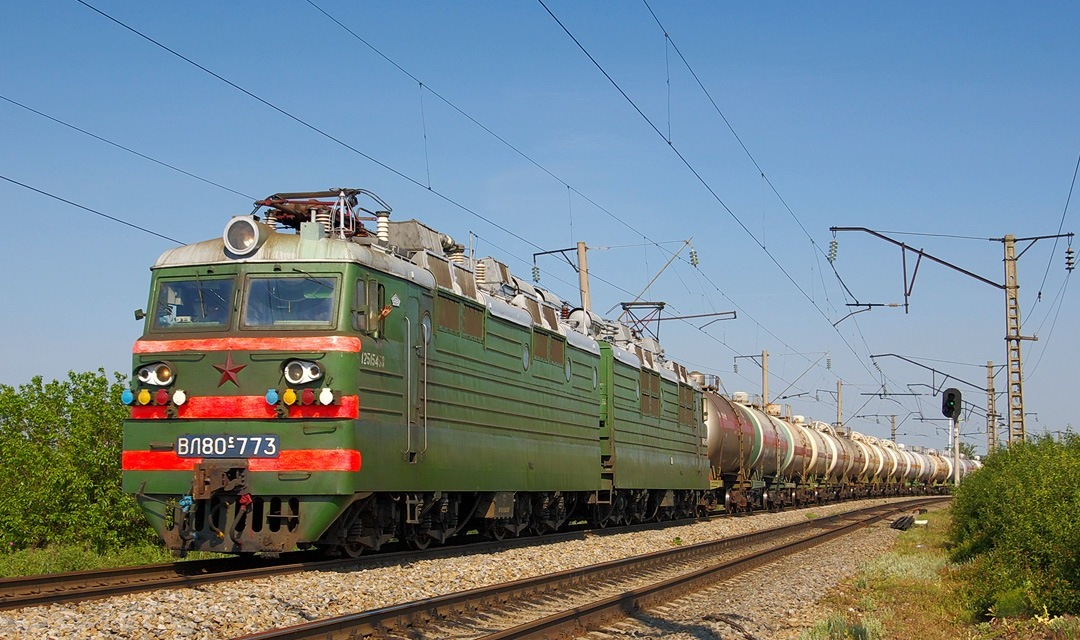
8G型的原型车——苏联VL80S型

### 车体结构
8G型电力机车是双机重联的8轴大功率干线货运用电力机车，机车总体结构与苏联VL80型电力机车基本相同，但采用了较后期VL85型电力机车的车体外观。8G型机车由两节完全相同的四轴机车通过中间车钩和风挡连接而成，并有中间走廊连通。每节车为一个完整系统，其中一端設有司機室，可由司机在任何一端司机室对机车进行控制，也可以採用任何一節四轴機車單獨工作。机车两端设有重联装置，可以让一台或多台机车重聯工作。每组機車均使用兩台8GS型雙臂式受電弓，车顶设有25千伏高压连接线。車內电气间採用單側贯通式内走廊；机车车体中部设变压器室。机车持续功率6400千瓦，轴式为2×（Bo-Bo）。

### 电路系统
8G型电力机车为交—直流电传动电力机车，机车主电路采用由大功率二极管组成的双拍橋式整流电路，二次側牽引繞組分為兩組，每組正負半波分別通過整流裝置向兩組負載供電，提高了變壓器利用率；并采用低压侧开关调压、中点抽头式整流，牵引电机端电压的调压是通过调压开关分段将调压绕组接入或断开来实现；为增加调压级数，机车采用了不对称调压方式，級間轉換採用過渡電抗器，調壓開關共有36个級位，其中只有9級為经济運行級，其餘27級為非運行級。为进一步提高机车运行速度，调压电路设有三级磁场削弱，磁削電路中增加了感應分流器，用以磁場削弱時改善牽引電動機的換向和防止電壓突變而引起的牽引電動機過載。 
由于中方要求辅助电机系统具有较高可靠性，8G型机车辅助电路采用电容式分相电路，取消了异步劈相机，驱动六台三相鼠笼异步电动机，用于冷却牵引电动机、主硅机组、主变压器、制动电阻，以及驱动空气压缩机等设备。

### 转向架
机车走行部为四台二轴转向架，一系悬挂为钢板弹簧和螺旋弹簧，二系悬挂为摇摆式吊杆弹性悬挂装置。每台转向架装用两台НБ-515型六极串励式脉流牵引电动机，同一轉向架的兩台電動機並聯，分別由各自的硅整流裝置單獨供電，組成部分集中供電方式，電機負荷分配比較均勻。牵引电机持续功率800千瓦、小时功率830千瓦、额定电压1020伏，采用滑动抱轴式半悬挂、双边斜齿轮传动。转向架通过低重心斜拉杆传递牵引力和制动力。

### 制动系统
8G型电力机车也继承了VL80型机车的制动系统，每节机车装有空气压缩机一台，风缸设置于车顶，采用苏联传统的卡赞切夫自动空气制动机；设有二級電阻制動，當機車采用電阻制動而運行速度降至30±5公里/小时，將制動電阻約一半短接，以增加機車低速時的制動力矩，有效扩大了电阻制动的应用范围；當電阻制動處於低速狀態時，機車具有恆速功能，即自動減小勵磁电流，保持恆定速度運行。机车具有电空联合制动功能，空气制动和电阻制动可以同时进行，当电阻制动失效时也能够自动转为空气制动。

### 技术改造
8G型电力机车经过长期运用之后，尤其自2000年代起，设备自然损耗随着运用公里数增加而日益加剧，且原制造厂已不再提供技术支持和生产所需配件，导致进口配件短缺并影响机车的维护和使用。因此8G型机车在进行大修时，已经对车上设备进行了大量技术检修和更换。例如将原装苏制卡赞切夫空气制动机更换为韶山4型电力机车使用的国产DK-1型电空制动机，并改装与中国国产“韶山”系列电力机车通用的电空制动控制器。真空断路器、空气压缩机、控制电源柜、受电弓、速度表等设备也分别改装仿制产品或性能更好的国产型号。

## 车辆保存

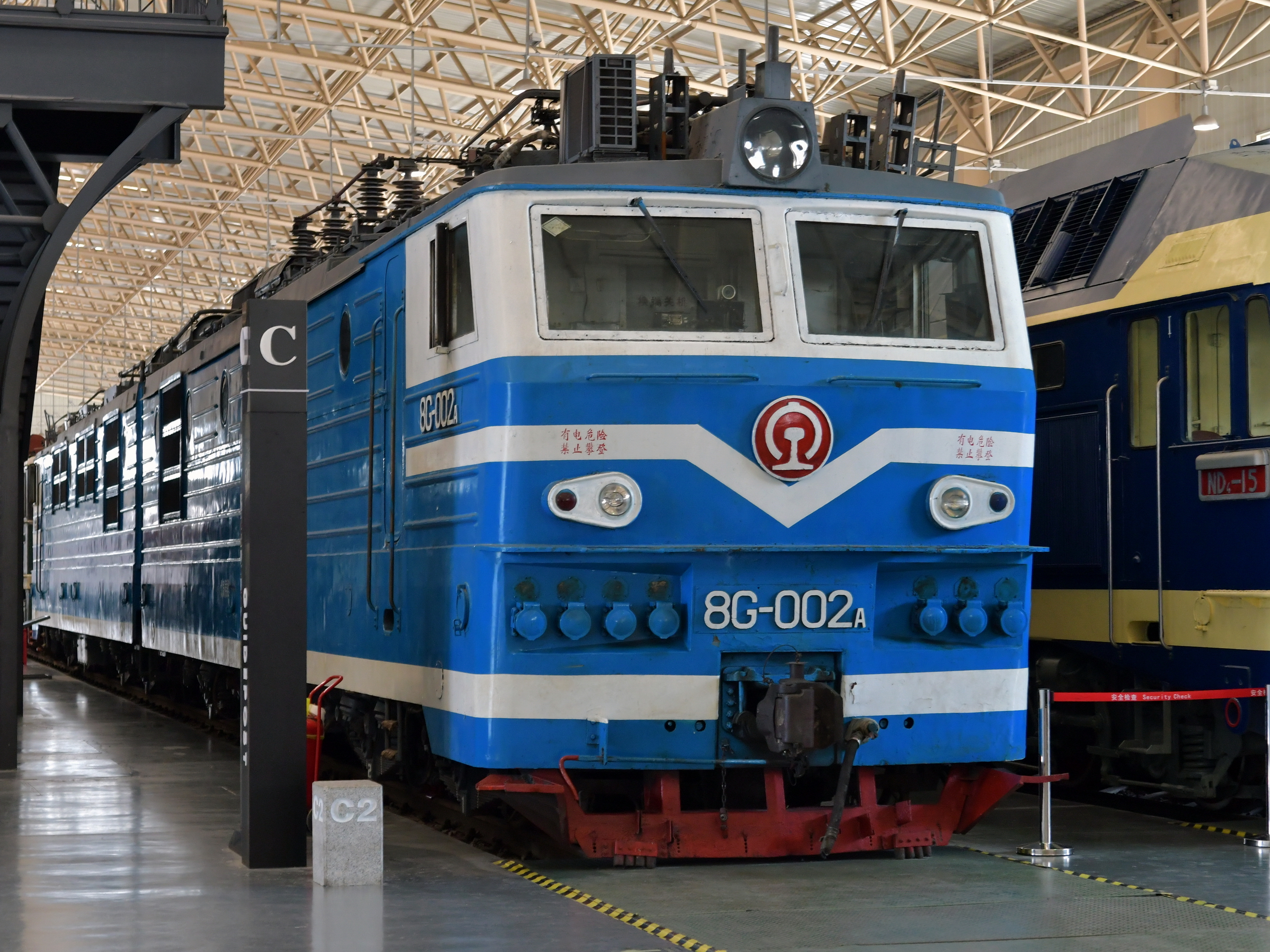
静态展示于中国铁道博物馆内8G型002号电力机车

- 8G型002号机车，曾配属于太原北机务段、石家庄电力机务段，侯马机务段，2012年退役，同年12月进入中国铁道博物馆永久保存。
- 8G型076号机车，曾配属于太原北机务段、侯马机务段，2014年退役，现存放在太原铁路局太原机务段北场进行展示。
- 8G型097号机车，曾配属于太原北机务段、侯马机务段，2014年退役，现存放在太原铁路局榆次机务折返段，作为救援队演练用车。

## 参看
- VL80型电力机车
- VL85型电力机车
- 6K型电力机车
- 8K型电力机车
- 韶山4型电力机车